# Szpirídon Velasz
Szpirídon Velasz (Görögország, 1883. – 1950.) az 1906-os nem hivatalos olimpiai játékokon ezüstérmet nyert görög kötélhúzó, atléta.
Az 1906. évi nyári olimpiai játékokon indult kötélhúzásban. Egyenes kieséses volt a verseny. Az első körben megverték a svédeket, majd a döntőben kikaptak a németektől.
Indult még atlétikában is, antik stílusú diszkoszvetésben. A döntőbe jutott be.